# گشتاور مغناطیسی نوترون

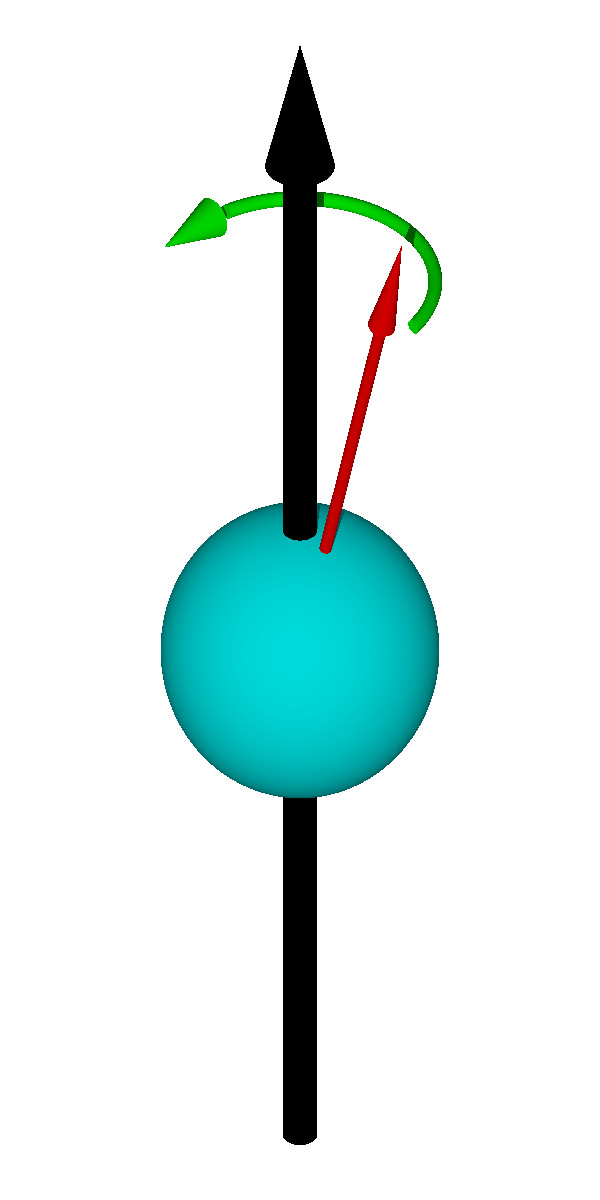
جهت تقدم لارمور برای یک نوترون. پیکان مرکزی، نشان‌دهندهٔ میدان مغناطیسی است‌. پیکان قرمز کوچک، نشان‌دهندهٔ اسپین نوترون است.

گشتاور مغناطیسی نوترون (به انگلیسی: neutron magnetic moment) همانند سایر گشتاورهای مغناطیسی از اهمیت خاصی برخوردار است. بدلیل حرکت بارهای متحرک درون ذره مورد بررسی می‌توان شاهد ایجاد یک گشتاور مغناطیسی بود. از این رو جابجایی ذره‌های موجود درون نوترون (کوارک‌ها) موجب ایجاد نوعی گشتاور به نام گشتاور مغناطیسی نوترونی می‌شود. این گشتاور برابر −۹٫۶۶۲۳۶۴۰ × -۲۷۱۰ میکرونیوتن است.